# Epinephelus merra
Epinephelus merra és una espècie de peix de la família dels serrànids i de l'ordre dels perciformes.

## Morfologia
Els mascles poden assolir els 31 cm de longitud total.

## Distribució geogràfica
Es troba des de Sud-àfrica fins a la Polinèsia Francesa.